# Фіяш
Фіяш (словац. Fijaš) — село в Словаччині, Свидницькому окрузі Пряшівського краю. Розташоване в північно-східній частині Словаччини в Низьких Бескидах.
Уперше згадується у 1414 році.

## Пам'ятки
У селі є парафіяльна греко-католицька церква святого Архангела Михаїла з 1830 року в стилі пізнього бароко. Перебудована у другій половині 20 століття. З 1988 року національна культурна пам'ятка.

## Населення
| Рік:            | 1993 | 2003     | 2013    | 2023    |
| --------------- | ---- | -------- | ------- | ------- |
| Кількість осіб: | 159  | 143      | 139     | 143     |
| Різниця:        |      | -10,06 % | -2,79 % | +2,87 % |

| Рік:            | 2022 | 2023    |
| --------------- | ---- | ------- |
| Кількість осіб: | 145  | 143     |
| Різниця:        |      | -1,37 % |

В селі проживає 137 осіб.
Національний склад населення (за даними останнього перепису населення — 2001 року):
- словаки — 91,03 %
- русини — 8,97 %

Склад населення за приналежністю до релігії станом на 2001 рік:
- греко-католики — 90,34 %,
- римо-католики — 6,90 %,
- православні — 1,38 %,
- протестанти — 0,69 %,
- не вважають себе віруючими або не належать до жодної вищезгаданої церкви- 0,69 %